# Чемпионат Европы по футболу
Чемпиона́т Евро́пы по футбо́лу, сокращённо Евро (англ. UEFA European Championship, UEFA Euro) — главное соревнование национальных сборных, проводимое под руководством УЕФА. Соревнование проводится каждые 4 года, начиная с 1960 года, и проходит между чемпионатами мира. Первоначально турнир назывался Кубок европейских наций, а в 1968 году название сменили на чемпионат Европы по футболу, и турнир получил официальный статус.
Перед входом в турнир все команды, кроме принимающих стран (которые квалифицируются автоматически), участвуют в квалификационном процессе. До 2016 года победители чемпионата могли участвовать в следующем Кубке конфедераций ФИФА, но не были обязаны этого делать.
Финальные турниры чемпионатов Европы проводятся раз в 4 года, за исключением 2020 года, когда он был отложен из-за продолжающейся пандемии COVID-19. Вместе с отборочным турниром он продолжался 2 года.
В отборочных соревнованиях чемпионата Европы 2008 года участвовало 50 команд. В финальном турнире, который проходит раз в 4 года в течение месяца в заранее выбранной стране-хозяйке чемпионата, принимают участие 24 команды: 23 команды, получивших такое право по итогам отборочного турнира, и сборная страны-хозяйки (в 2000, 2008 и 2012 годах хозяевами чемпионата были две страны, когда ещё формат турнира ограничивался 16 командами). Первым обладателем Кубка Европы стала сборная СССР.

## Соревнование
До 1980 года только четыре команды принимали участие в финальной части турнира, с 1980 до 1992 года — восемь сборных, с 1996 года — 16 сборных, а в 2016 году в финальной части чемпионата, впервые приняли участие 24 команды. Команды, участвующие в финальной части турнира, определяются через серию квалификационных игр: до 1968 года команды определялись в домашних и выездных играх между собой; начиная с 1968 года, сборные проходили квалификацию сначала в отборочных группах, затем в плей-офф (победители групп играли между собой; стадия 1⁄4 финала), прежде чем попасть в финальную часть. До 1980 года место проведения турнира выбирали среди стран, прошедших отборочный турнир и попавших в финальную часть чемпионата. После расширения участников (1980 год) в финальной части чемпионата команда-хозяйка автоматически попадала в финальную часть. За всю историю 14 стран принимали чемпионат Европы, причём Италия и Бельгия — дважды, а Франция — трижды. В 2007 году много обсуждалось расширение турнира до 24 команд, начатое Шотландией и Республикой Ирландия, в связи с увеличением количества футбольных ассоциаций в Европе после распада Чехословакии, Югославии и Советского Союза и включение Израиля и Казахстана. Сообщалось, что новый президент УЕФА Мишель Платини выступает за расширение, и это оказалось верным предположением. Хотя 17 апреля 2007 года Исполнительный комитет УЕФА официально принял решение не расширяться в 2012 году, Платини указал в июне 2008 года, что УЕФА увеличит участие с 16 до 24 команд в будущих турнирах, начиная с 2016 года. 25 сентября Франц Беккенбауэр объявил, что соглашение было достигнуто, и на следующий день будет официально объявлено о расширении до 24 команд.

### Кубок
Кубок Анри Делоне, который получает чемпион Европы, назван в честь Анри Делоне, первого генерального секретаря УЕФА, который впервые предложил проведение Европейского первенства, но умер в 1955 году за 5 лет до первого чемпионата Европы, прошедшего в 1960 году. Его сын, Пьер Делоне, был ответственным за создание трофея. Кубок был создан парижским ювелиром Мишелем Шобийоном (фр. Michel Chobillon). Начиная с первого в истории турнира, чемпион награждался кубком Анри Делоне и хранил его 4 года, до следующего чемпионата Европы.
Для чемпионата 2008 года кубок был изменён, стал немного больше. Кубок стал на 18 см выше и на 2 кг тяжелее.

## История

### Создание УЕФА
Впервые идею проведения турнира для европейских национальных сборных выдвинул бывший генеральный секретарь Федерации футбола Франции Анри Делоне на одном из совещаний ФИФА. Но идея не нашла поддержки, так как было множество проблем по организации чемпионатов мира, но главная причина отклонения идеи заключалась в отсутствии европейской региональной конфедерации.
Однако идея Делоне нашла немало сторонников, самым активным из них был Отторино Барасси — генеральный секретарь, а позже и президент итальянской федерации футбола. В 1951 году Барасси предложил ФИФА проект европейского чемпионата, в основу которого был положен кубковый принцип. Полуфиналы и финалы, как предполагал Барасси, должны были проходить в одной стране. Но руководство ФИФА не приняло этот документ.
Переломный момент в истории создания чемпионата Европы произошёл 27 мая 1952 года на собрании в Цюрихе, где встретились Делоне, Барасси и генеральный секретарь Бельгийского королевского футбольного союза Жозе Краай. Они обсудили вопросы создания Европейского футбольного союза. Через год в Париже на собрании 20 представителей национальных футбольных федераций утвердили комитет по подготовке учредительной конференции Европейского футбольного союза. Конференция под председательством Барасси состоялась 15 июня 1954 года в Базеле. В ней приняли участие представители 23 европейских стран. На этом совете было принято решение о создании Европейского союза футбольных ассоциаций (УЕФА), был избран его первый исполнительный комитет в составе: Йозеф Герё, Джордж Грэм, Анри Делоне, Жозе Краай, Эббе Шварц, Густав Шебеш. Неделю спустя исполнительный комитет выбрал первого президента УЕФА. Им стал председатель датского футбольного союза Эббе Шварц. Вице-президентом был утверждён Иозеф Герё, генеральным секретарём — Анри Делоне.

### Первый чемпионат
На собрании в октябре 1954 года в Копенгагене было решено начать подготовку к первому чемпионату Европы. Анри Делоне, Жозе Краай и Джордж Грэм должны были подготовить предложения по проведению первого континентального турнира для национальных сборных команд к первому конгрессу УЕФА, который должен был состояться в марте 1955 года в Вене.
В Вене после выступления Жозе Краая, который ознакомил конгресс с идей проведения европейского первенства, стало ясно, что первенство Европы должно стать квалификационной стадией мировых чемпионатов. Но эта идея не нашла поддержки у участников конгресса. Отторино Барасси и Михайло Андрейевич аргументировали несогласие с данным проектом тем, что он ставит под угрозу проведение региональных соревнований в Европе и лишает многие национальные команды возможности выступить в двух турнирах. После завершения дискуссий, конгресс предложил исполкому подготовить новый проект и представить его через год.
На конгрессе УЕФА в июне 1956 года, прошедшем в Лиссабоне, был утверждён новый состав комиссии для разработки проекта, в неё вошли: Пьер Делоне, Густав Шебеш, Альфред Фрей, Агустин Пухоль, Константин Константарас и Лешек-Юлиуш Рыльски. Комиссия выбрала кубковый вариант турнира и разработала временной план. Квалификационные матчи следовало провести с августа 1958 года по март 1959 года, 1/8 финала — с апреля по октябрь 1959 года, 1/4 финала — с ноября 1959 года по май 1960 года, а заключительный финальный турнир четырёх лучших команд организовать между 15 июня и 15 июля 1960 года в одной стране. Комиссия закончила свою работу в 1957 году.
На заседании исполкома УЕФА 27 марта в 1957 году в Кёльне был выдвинут проект под названием «Кубок европейских чемпионов». После обсуждения проекта президент УЕФА Эббе Шварц опубликовал в первом официальном бюллетене УЕФА свой благожелательный отзыв о проекте. Но на конгрессе 28 июня 1957 года в Копенгагене не всё прошло так гладко. Из 27 участников конгресса за проведение Европейского чемпионата проголосовало 15. Против проведения выступали Бельгия, Италия, Нидерланды, ФРГ и все британские делегации.
4 июня 1958 года состоялась ещё одна попытка не допустить проведения Кубка европейских наций 1960 года, она была предпринята делегациями Великобритании и ФРГ. Делегации вновь развязали дискуссии о целесообразности проведения турнира, но после голосования (итог которого 15 в пользу чемпионата Европы, 7 — против) было решено провести чемпионат.
6 июня 1958 года в зале «Клуб путешественников» отеля Стокгольма «Форест» прошла жеребьёвка первого круга Кубка европейских наций.

### История чемпионатов
Первый финал прошёл в Париже между СССР и Югославией в 1960 году. Победу праздновала сборная СССР, забившая победный мяч в дополнительное время. В 1968 году было изменено название турнира, который получил название «Европейский чемпионат по футболу УЕФА», а также был изменён формат проведения отборочного турнира. В восьми группах каждая команда играла с каждой два раза, сборные, занявшие первое место, попадали в 1⁄4 финала. Послематчевых пенальти при ничейном результате тогда не было, и Италия смогла попасть в финал благодаря жребию. В 1976 году при ничейном результате жребий заменили послематчевые пенальти. В 1980 году УЕФА ввела новый формат чемпионата. Теперь не четыре, а восемь сборных команд принимали участие в финальной части, впервые страна-хозяйка получала место в финальной части автоматически. Эти команды были разбиты на две группы, каждая сборная играла с каждой, после чего победители группы попадали в финал. В 1984 году формат турнира был немного изменён, теперь две лучшие сборные выходили из группы и попадали в полуфиналы. Матч за третье место отменён.
В 1992 году сборная Югославии, попавшая в финальную часть чемпионата, была снята с турнира перед самым началом из-за санкций против этой страны. Сборная Дании, заменившая Югославию, смогла выиграть чемпионат, обыграв в финале Германию 2:0. Сборная СССР, победившая в своей отборочной группе, в связи с распадом СССР в финальной части турнира выступала под названием сборная СНГ. На чемпионате 1996 года был введён новый формат турнира: теперь 16 сборных были разбиты на четыре группы; команды, занявшие 1-е и 2-е места, попадали в 1⁄4 финала; было введено правило «золотого гола». В 2000 году впервые чемпионат Европы принимали сразу две страны — Бельгия и Нидерланды. В 2004 году вместо «золотого гола» ввели правило «серебряного гола». В 2008 году правило «серебряного гола» отменено. В 2016 году состав участников был расширен до 24. В 2020 году в честь юбилея первого чемпионата Европы турнир должен был пройти в 12 странах (Азербайджан, Англия, Венгрия, Германия, Дания, Ирландия, Италия, Испания, Нидерланды, Россия, Румыния, Шотландия), но из-за пандемии коронавирусной инфекции COVID-19 было принято решение о переносе Евро на 2021 год.

## Формат турнира

### Квалификация
Отборочные, или квалификационные, соревнования проводятся для того, чтобы уменьшить количество участников и отобрать сильнейших для участия в финальном турнире. Квалификационный раунд начинается после завершения чемпионата мира и длится два года до финальной части чемпионата. Группы формируются путём жеребьёвки комитетом УЕФА, с использованием посева команд. Посев производится на основе квалификационного раунда к чемпионату мира и по предыдущему чемпионату Европы. Формирование ранга команды идёт по следующему принципу: количество очков, полученных за игры команды, делится на количество игр, вычисляется среднее количество очков за игру, а в случае, если команда принимала один или два предыдущих турнира, используются результаты последнего квалификационного соревнования. Если две команды имеют одинаковое среднее количество очков за игру, тогда комитет определят их позиции в ранге, исходя из следующих принципов:
1. Коэффициент сыгранных матчей.
2. Средняя разница голов в одном матче.
3. Средняя результативность игр.
4. Средняя результативность выездных игр.
5. Жеребьёвка.

Квалификационный этап проводится по групповому формату, определение состава групп происходит через жеребьёвку команд из посевочных урн. Жеребьёвка проводится после квалификационного этапа к чемпионату мира. В квалификационном раунде к чемпионату Европы 2012 года борьба велась в 9 группах (6 групп по 6 команд и 3 группы по 5 команд).
Квалификационная группа — это своеобразная лига, где есть одна или две команды с большим рейтингом. Каждая команда играет с каждой дома и на выезде, борясь за выход в финальную часть. Очки распределяются по следующему принципу: 3 за победу, 1 за ничью и 0 за поражение. После всех сыгранных игр определяется победитель группы. Победители групп выходят в финальную часть. Если у двух и более команд одинаковое количество очков, то применяется следующий критерий для определения лучшей:
1. Наибольшее количество очков, заработанных в играх между спорящими командами.
2. Разница голов в матчах двух спорящих команд.
3. Количество голов забитых в матчах двух спорящих команд.
4. Количество голов забитых на выезде в матчах двух спорящих команд.
5. Разница мячей во всех матчах спорящих команд в групповом этапе.
6. Количество голов, забитых во всех матчах спорящих команд в групповом этапе.
7. Количество голов, забитых на выезде во всех матчах спорящих команд в групповом этапе.
8. Рейтинг Fair play.
9. Жеребьёвка.

Второе место трактовалось по-разному во время различных отборочных турниров. Так, в отборе на чемпионат 2008 года все, кто занимал вторые места, автоматически квалифицировались в финальную часть.
В отборах на чемпионаты 2000, 2004, 2012 годов команды, ставшие вторыми, играли стыковые матчи. В отборе на чемпионат 2000 года лучшая из вторых команд автоматически попадала в финальную часть (ей стала Португалия). По такому же принципу проводился отбор на чемпионат 2012 года.
В 1996 году шесть лучших команд, занявших вторые места, попадали в финальную часть. Две худшие команды, занявшие вторые места, играли стыковые матчи (ими стали Ирландия и Нидерланды, между которыми был проведён дополнительный матч, который выиграли Нидерланды и попали в финальную часть чемпионата 1996 года).
Важное примечание: если две команды в личной встрече борются за второе место в группе, а их количество очков и разница голов перед игрой были равны, то в случае ничьи назначается дополнительное время. В случае ничьи в дополнительное время исход матча решает серия пенальти.
За всю историю 58 различных сборных участвовали в отборочных соревнованиях. Это все нынешние страны — члены УЕФА (всего 54 страны), а также СССР, Чехословакия, Югославия и ГДР. Сборная СНГ не участвовала в отборочных соревнованиях, она начала сразу играть в финальной части чемпионата 1992 года. В отборочном турнире к чемпионату 2004 года Югославия начала квалификацию как Союзная Республика Югославия, а закончила как Сербия и Черногория.
| Год  | Разыгрываемых мест | Команд в отборе | Команд на место |
| ---- | ------------------ | --------------- | --------------- |
| 1960 | 4                  | 17              | 4,25            |
| 1964 | 4                  | 28              | 7               |
| 1968 | 4                  | 31              | 7,75            |
| 1972 | 4                  | 32              | 8               |
| 1976 | 4                  | 32              | 8               |
| 1980 | 7                  | 31              | 4,43            |
| 1984 | 7                  | 32              | 4,57            |
| 1988 | 7                  | 32              | 4,57            |
| 1992 | 7                  | 33              | 4,71            |
| 1996 | 15                 | 47              | 3,13            |
| 2000 | 14                 | 49              | 3,5             |
| 2004 | 15                 | 50              | 3,33            |
| 2008 | 14                 | 50              | 3,57            |
| 2012 | 14                 | 51              | 3,64            |
| 2016 | 23                 | 53              | 2,30            |
| 2020 | 24                 | 55              | 2,29            |
| 2024 | 23                 | 53              | 2,30            |

### Финальный турнир
С 2016 года в финальном турнире принимают участие 24 команды; посредством жеребьёвки с использованием системы посева, они разбиваются на шесть групп по четыре команды. Автоматически получает место в финальном турнире команда, представляющая страну, принимающую турнир (или несколько команд, если турнир проходит в несколько странах). Исключением стал Евро-2020, который прошёл сразу в 11 странах и поэтому право автоматического попадания в финальную часть не получил никто. Ранее в финальной части принимало четыре (1960, 1964, 1968, 1972, 1976), восемь (1980, 1984, 1988, 1992) шестнадцать команд (1996, 2000, 2004, 2008, 2012).
Каждая сборная играют со своими соперниками в группе по одному разу, получая 3 очка за победу, 1 — за ничью и 0 — за поражение. Время проведения матчей в группе может быть раздельное, но два последних матча в группе должны проходить одновременно. Команды, занявшие в группах первые и вторые места, а также четыре лучшие по системе дополнительных показателей из числа занявших третье место попадают в 1/8 финала, где играют матч на вылет. Победители 1/8 финала проходят в 1/4 финала, одержавшие победу в четвертьфинале — попадают в полуфинал, победители полуфинала играют финальный матч. Победитель финального матча становится чемпионом и награждается золотыми медалями. Проигравшая команда награждается серебряными медалями. Если в матчах на вылет после основного времени матча счёт равный, тогда назначается дополнительное время, если оно не выявило победителя, проводится серия пенальти.
До 1984 года проводился матч за третье место, после чего медалями стали награждать лишь финалистов, однако на чемпионатах 2008 и 2012 годов было принято решение наградить бронзовыми медалями команды, проигравшие в полуфинале. В 2016 от этой практики отказались.
Ниже представлена применявшаяся в разные годы система соревнований.
| Год  | Команд | 1-й этап              | 2-й этап |
| ---- | ------ | --------------------- | --- |
| 1960 | 4      | Плей-офф по 4 команды | Плей-офф по 4 команды |
| 1964 | 4      | Плей-офф по 4 команды | Плей-офф по 4 команды |
| 1968 | 4      | Плей-офф по 4 команды | Плей-офф по 4 команды |
| 1972 | 4      | Плей-офф по 4 команды | Плей-офф по 4 команды |
| 1976 | 4      | Плей-офф по 4 команды | Плей-офф по 4 команды |
| 1980 | 8      | 2 группы по 4 команды | 2 команды, занявшие 1-е места в группах, играли в финале 2 команды, занявшие 2-е места в группах, играли в матче за 3-е место |
| 1984 | 8      | 2 группы по 4 команды | 4 команды, занявшие 1-е и 2-е места в группах, играли в плей-офф                                                              |
| 1988 | 8      | 2 группы по 4 команды | 4 команды, занявшие 1-е и 2-е места в группах, играли в плей-офф                                                              |
| 1992 | 8      | 2 группы по 4 команды | 4 команды, занявшие 1-е и 2-е места в группах, играли в плей-офф                                                              |
| 1996 | 16     | 4 группы по 4 команды | 8 команд, занявшие 1-е и 2-е места в группах, играли в плей-офф                                                               |
| 2000 | 16     | 4 группы по 4 команды | 8 команд, занявшие 1-е и 2-е места в группах, играли в плей-офф                                                               |
| 2004 | 16     | 4 группы по 4 команды | 8 команд, занявшие 1-е и 2-е места в группах, играли в плей-офф                                                               |
| 2008 | 16     | 4 группы по 4 команды | 8 команд, занявшие 1-е и 2-е места в группах, играли в плей-офф                                                               |
| 2012 | 16     | 4 группы по 4 команды | 8 команд, занявшие 1-е и 2-е места в группах, играли в плей-офф                                                               |
| 2016 | 24     | 6 групп по 4 команды  | 12 команд, занявшие 1-е и 2-е места, и 4 лучших команды, занявшие 3-и места в группах, играли в плей-офф                      |
| 2020 | 24     | 6 групп по 4 команды  | 12 команд, занявшие 1-е и 2-е места, и 4 лучших команды, занявшие 3-и места в группах, играли в плей-офф                      |
| 2024 | 24     | 6 групп по 4 команды  | 12 команд, занявшие 1-е и 2-е места, и 4 лучших команды, занявшие 3-и места в группах, играли в плей-офф                      |

## Список чемпионов

### Призёры
Ниже представлены результаты финальных матчей и матчей за третье место на каждом чемпионате:
| Год  | Место проведения                       | Финальная игра | Финальная игра        | Финальная игра | матч за 3-е место            | матч за 3-е место            | матч за 3-е место             | матч за 3-е место             | Голы  | Голы      |
| Год  | Место проведения                       | Чемпион        | Счёт                  | Финалист       | 3-е место                    | Счёт                         | Счёт                          | 4-е место                     | Всего | В среднем |
| ---- | -------------------------------------- | -------------- | --------------------- | -------------- | ---------------------------- | ---------------------------- | ----------------------------- | ----------------------------- | ----- | --------- |
| 1960 | Франция                                | СССР           | 2:1 доп. время        | Югославия      | Чехословакия                 | 2:0                          | 2:0                           | Франция                       | 17    | 4,25      |
| 1964 | Испания                                | Испания        | 2:1                   | СССР           | Венгрия                      | 3:1 доп. время               | 3:1 доп. время                | Дания                         | 13    | 3,25      |
| 1968 | Италия                                 | Италия         | 1:1 переигровка 2:0   | Югославия      | Англия                       | 2:0                          | 2:0                           | СССР                          | 7     | 1,4       |
| 1972 | Бельгия                                | ФРГ            | 3:0                   | СССР           | Бельгия                      | 2:1                          | 2:1                           | Венгрия                       | 10    | 2,5       |
| 1976 | Югославия                              | Чехословакия   | 2:2 по пенальти (5:3) | ФРГ            | Нидерланды                   | 3:2 доп. время               | 3:2 доп. время                | Югославия                     | 19    | 4,75      |
| 1980 | Италия                                 | ФРГ            | 2:1                   | Бельгия        | Чехословакия                 | 1:1 по пенальти (9:8)        | 1:1 по пенальти (9:8)         | Италия                        | 27    | 1,93      |
| Год  | Место проведения                       | Финальная игра | Финальная игра        | Финальная игра | Проигравшие полуфиналисты(1) | Проигравшие полуфиналисты(1) | Проигравшие полуфиналисты(1)  | Проигравшие полуфиналисты(1)  | Голы  | Голы      |
| Год  | Место проведения                       | Чемпион        | Счёт                  | Финалист       | Против чемпиона              | Против чемпиона              | Против проигравшего финалиста | Против проигравшего финалиста | Всего | В среднем |
| 1984 | Франция                                | Франция        | 2:0                   | Испания        | Португалия                   | Португалия                   | Дания                         | Дания                         | 41    | 2,73      |
| 1988 | ФРГ                                    | Нидерланды     | 2:0                   | СССР           | ФРГ                          | ФРГ                          | Италия                        | Италия                        | 34    | 2,27      |
| 1992 | Швеция                                 | Дания          | 2:0                   | Германия       | Нидерланды                   | Нидерланды                   | Швеция                        | Швеция                        | 32    | 2,13      |
| 1996 | Англия                                 | Германия       | 2:1 золотой гол       | Чехия          | Англия                       | Англия                       | Франция                       | Франция                       | 64    | 2,06      |
| 2000 | Бельгия/ Нидерланды                    | Франция        | 2:1 золотой гол       | Италия         | Португалия                   | Португалия                   | Нидерланды                    | Нидерланды                    | 85    | 2,74      |
| 2004 | Португалия                             | Греция         | 1:0                   | Португалия     | Чехия                        | Чехия                        | Нидерланды                    | Нидерланды                    | 77    | 2,48      |
| 2008 | Австрия/ Швейцария                     | Испания        | 1:0                   | Германия       | Россия                       | Россия                       | Турция                        | Турция                        | 77    | 2,48      |
| 2012 | Польша/ Украина                        | Испания        | 4:0                   | Италия         | Португалия                   | Португалия                   | Германия                      | Германия                      | 76    | 2,45      |
| 2016 | Франция                                | Португалия     | 1:0 доп. время        | Франция        | Уэльс                        | Уэльс                        | Германия                      | Германия                      | 108   | 2,12      |
| 2020 | 11 городов в 11 странах-членах УЕФА(2) | Италия         | 1:1 по пенальти (3:2) | Англия         | Испания                      | Испания                      | Дания                         | Дания                         | 142   | 2,78      |
| 2024 | Германия                               | Испания        | 2:1                   | Англия         | Франция                      | Франция                      | Нидерланды                    | Нидерланды                    | 117   | 2,29      |
| 2028 | Англия/ Уэльс/ Шотландия/ Ирландия     |                |                       |                |                              |                              |                               |                               |       |           |
| 2032 | Италия/ Турция                         |                |                       |                |                              |                              |                               |                               |       |           |

1 С 1984 года матч за третье место не проводится.
2 Азербайджан, Англия, Венгрия, Германия, Дания, Италия, Испания, Нидерланды, Россия, Румыния, Шотландия.
19 сборных играли в полуфинале, 14 сборных доходили до финального матча.
Самая титулованная сборная — Испания, она выигрывала чемпионат 4 раза и ещё 1 была финалистом, на втором месте идёт Германия, она выигрывала чемпионат 3 раза и 3 раза была финалистом. Замыкает тройку лучших Италия, дважды становившаяся чемпионом и 2 раза финалистом. По общему числу медалей чемпионата Европы лидирует сборная Германии с 9 медалями. Второе место по этому параметру занимает сборные Испании, Италии, Нидерландов, Россия (СССР) и Португалии, которые завоевали 5 медалей разного достоинства.
3 из десяти команд, побеждавших на чемпионате Европы, добивались этого в качестве хозяев турнира. Сборные из числа выигрывавших чемпионат Европы, но не добивавшиеся успеха на своей родной земле, — это Германия, Нидерланды и Португалия. Другие команды, не становившиеся чемпионами, нередко добивались на «домашних» чемпионатах своих лучших результатов в истории (Швеция в 1992 — 1/2 финала).

## Достижения
| Команда      | Чемпион                     | Вице-чемпион         | 3-е место (до 1984) | Полуфиналист (с 1984)       | 4-е место (до 1984) |
| Испания      | 4 (1964*, 2008, 2012, 2024) | 1 (1984)             | —                   | 1 (2020)                    | —                   |
| Германия     | 3 (1972, 1980, 1996)        | 3 (1976, 1992, 2008) | —                   | 3 (1988*, 2012, 2016)       | —                   |
| Италия       | 2 (1968*, 2020)             | 2 (2000, 2012)       | —                   | 1 (1988)                    | 1 (1980*)           |
| Франция      | 2 (1984*, 2000)             | 1 (2016*)            | —                   | 2 (1996, 2024)              | 1 (1960*)           |
| СССР         | 1 (1960)                    | 3 (1964, 1972, 1988) | —                   | —                           | 1 (1968)            |
| Португалия   | 1 (2016)                    | 1 (2004*)            | —                   | 3 (1984, 2000, 2012)        | —                   |
| Чехословакия | 1 (1976)                    | —                    | 2 (1960, 1980)      | —                           | —                   |
| Нидерланды   | 1 (1988)                    | —                    | 1 (1976)            | 4 (1992, 2000*, 2004, 2024) | —                   |
| Дания        | 1 (1992)                    | —                    | —                   | 2 (1984, 2020)              | 1 (1964)            |
| Греция       | 1 (2004)                    | —                    | —                   | —                           | —                   |
| Англия       | —                           | 2 (2020, 2024)       | 1 (1968)            | 1 (1996*)                   | —                   |
| Югославия    | —                           | 2 (1960, 1968)       | —                   | —                           | 1 (1976*)           |
| Бельгия      | —                           | 1 (1980)             | 1 (1972*)           | —                           | —                   |
| Чехия        | —                           | 1 (1996)             | —                   | 1 (2004)                    | —                   |
| Венгрия      | —                           | —                    | 1 (1964)            | —                           | 1 (1972)            |
| Швеция       | —                           | —                    | —                   | 1 (1992*)                   | —                   |
| Россия       | —                           | —                    | —                   | 1 (2008)                    | —                   |
| Турция       | —                           | —                    | —                   | 1 (2008)                    | —                   |
| Уэльс        | —                           | —                    | —                   | 1 (2016)                    | —                   |

Звёздочкой (*) обозначены результаты команд на домашних чемпионатах.

### Участники
В общей сложности в финальной части чемпионатов Европы приняли участие 41 сборная (по положению на 27 июня 2024 года).
| Участий в чемпионате | Команда |
| -------------------- | --- |
| 13                   | Германия                                                                                                   |
| 11                   | Испания |
| 10                   | Франция Нидерланды Италия Англия                                                                           |
| 9                    | Дания |
| 8                    | Португалия                                                                                                 |
| 7                    | Швеция Чехия                                                                                               |
| 6                    | Бельгия Хорватия Россия                                                                                    |
| 5                    | Румыния СССР Швейцария Турция Югославия                                                                    |
| 4                    | Греция Венгрия Польша Украина                                                                              |
| 3                    | Ирландия Чехословакия Шотландия Австрия                                                                    |
| 2                    | Болгария Уэльс Словакия                                                                                    |
| 1                    | Норвегия Словения Латвия Исландия Северная Ирландия Албания СНГ Финляндия Северная Македония Грузия Сербия |

### Дебютанты
На каждом чемпионате Европы выступал хотя бы один дебютант. Из них семь сборных были хозяевами чемпионата
| Год  | Дебютант                                              |
| ---- | ----------------------------------------------------- |
| 1960 | Франция (хозяин), СССР, Югославия, Чехословакия       |
| 1964 | Испания (хозяин), Дания, Венгрия                      |
| 1968 | Италия (хозяин), Англия                               |
| 1972 | Бельгия (хозяин), ФРГ                                 |
| 1976 | Нидерланды                                            |
| 1980 | Греция                                                |
| 1984 | Португалия, Румыния                                   |
| 1988 | Ирландия                                              |
| 1992 | Швеция (хозяин), Шотландия, СНГ                       |
| 1996 | Чехия, Турция, Россия, Хорватия, Швейцария, Болгария  |
| 2000 | Норвегия, Словения                                    |
| 2004 | Латвия                                                |
| 2008 | Австрия (хозяин), Польша                              |
| 2012 | Украина (хозяин)                                      |
| 2016 | Исландия, Северная Ирландия, Уэльс, Албания, Словакия |
| 2020 | Финляндия, Северная Македония                         |
| 2024 | Грузия, Сербия                                        |

### Статистика
- Самая крупная победа в финальной игре — матч Испания — Италия (4:0) на чемпионате Европы 2012 года.
- Самый результативный чемпионат был в 2021 году — 142 гола, а по среднему значению в 1976 году — 4,75 гола за матч.
- Самый молодой автор гола в истории финальных турниров чемпионата Европы — испанец Ламин Ямаль. 9 июля 2024 года в возрасте 16 лет и 362 дня забил гол в полуфинальной встрече против Франции, побив рекорд Йохана Фонлантена (на момент гола ему было 18 лет и 138 дней). Он также стал самым молодым игроком, сыгравшим в финале международного турнира сборных, побив рекорд Пеле, и самым молодым чемпионом Европы.
- За всю историю три сборные носили одновременно звания чемпиона Европы и чемпиона мира — ФРГ, Франции и Испании. И если сборной Франции звание европейских чемпионов пришло через два года после победы на чемпионате мира, то сборная ФРГ становилась чемпионом мира в звании чемпионов Европы. А сборная Испании выиграла чемпионат мира в статусе чемпионов Европы, а затем выиграла повторно чемпионат Европы, являясь и чемпионом мира, и чемпионом Европы.
- Сборные Испании, Италии и Франции свою первую победу в турнире одержали на «домашнем» чемпионате.
- Сборная Испании — единственная сборная, защитившая титул чемпиона Европы (в 2012 году). До этого шанс дважды подряд стать победителями Евро был у СССР в 1964 году и у ФРГ в 1976 году, но они проиграли в финальных матчах.
- Сборная Португалии — единственная сборная, ставшая чемпионом Европы (в 2016 году), выиграв за всё время проведения чемпионата всего один матч в основное время. К тому же сборная Португалии вышла в плей-офф только с 3-го места в группе исключительно благодаря новым правилам всего с 3 очками.
- Сборная Франции трижды проводила чемпионат у себя на родине (1960, 1984 и 2016) — больше, чем любая другая европейская страна. Однако ей удалось выиграть у себя дома лишь единожды — в 1984 году. В 1960 году она проиграла полуфинал сборной Югославии и матч за 3-е место сборной Чехословакии. А в 2016 году проиграла сборной Португалии в финале.
- В первый раз в истории чемпионатов Европы (2004) команды Португалия — Греция, игравшие в матче открытия, сыграли и в финале. И при этом сборная Португалия проигрывала два раза, а сборная Греции два раза выигрывала. На матче открытии Португалия — Греция 1:2 и финале Португалия — Греция 0:1.
- В 2000 году сборная-хозяин (Бельгия) впервые не вышла из группы в следующий раунд.
- Впервые в истории хозяева чемпионата Европы (2020) не попали в финальный турнир и не сыграют там: Азербайджан и Румыния.
- Сборные СССР (1960), Испании (1964), Италии (1968) и Германии (1972) — единственные дебютанты, которые выигрывали чемпионат Европы.
- Единственный раз в истории три раза подряд на Чемпионатах Европы страна-хозяйка была дебютантом Испания (1964), Италия (1968), Бельгия (1972).
- Единственный раз в истории четырежды подряд чемпионат Европы выигрывал дебютант: СССР (1960), Испания (1964), Италия (1968), Германия (1972).
- На чемпионатах Европы четырежды подряд дебютанты завоёвывали медали: 2 золота — Испания (1964) и Италия (1968), и 2 бронзы — Бельгия (1972) и Нидерланды (1976).
- Дважды подряд на чемпионатах Европы выигрывали хозяева: Испания (1964) и Италия (1968). И ещё трижды подряд хозяева завоёвывали медали: золото Испания (1964), Италия (1968), бронза Бельгия (1972).
- Единственный раз в истории на Чемпионате Европы (1968) кидалась монетка для определения победителя: в полуфинале Италия — СССР 0:0. По жребию выиграла Италия и вышла в финал.
- Единственный раз в истории на Чемпионате Европы (1968) в финале была переигровка: финал Италия — Югославия. Первый матч завершился со счётом 1:1, в переигровка со счётом 2:0, выиграла Италия, которая и стала чемпионом Европы.
- Единственная сборная, которая выходила трижды подряд в финал Чемпионата Европы, — это сборная Германии (1972, 1976,1980), которая два из них выиграла (1972,1980) и один раз проиграла (1976). И ещё никому не удавалось выйти четырежды подряд в финал.
- Чемпионат Европы выигрывали ныне несуществующие сборные: СССР (1960), Чехословакия (1976).
- Единственный раз в истории в 1960 году на Чемпионате Европы тройку призёров составили ныне несуществующие сборные: СССР — золото, Югославия — серебро, бронза — Чехословакия.
- На Чемпионатах Европы 9 раз выигрывали медали разного достоинства ныне несуществующие сборные: СССР — 4 медали: золото (1960), серебро (1964, 1972, 1988), Чехословакия — 3 медали: золото (1976), бронза (1960, 1980), Югославия — 2 медали: серебро (1960, 1968).
- Самый быстрый гол в истории чемпионата Европы забил Недим Байрами (сборная Албании) в 2024 году — через 22 секунды после стартового свистка.